# Deutsche Meisterschaften im Freiwasserschwimmen 2006
Die Internationalen Deutschen Meisterschaften im Freiwasserschwimmen fanden vom 30. Juni bis 3. Juli 2006 in Erfurt-Stotternheim auf einem 1250 m langen Rundkurs im Stotternheimer See statt. Sie wurden vom Deutschen Schwimm-Verband veranstaltet und vom Thüringer Schwimmverband e.V. ausgerichtet. Der Wettkampf diente als Qualifikationswettkampf für die Schwimmeuropameisterschaften 2006 in Budapest (Ungarn) und für die Junioreneuropameisterschaften am 15. Juli 2006 in Klink / Müritz.
| Disziplin        | Männer               | Männer               | Männer     | Frauen                          | Frauen                            | Frauen     |
| Disziplin        | Name                 | Verein               | Zeit       | Name                            | Verein                            | Zeit       |
| ---------------- | -------------------- | -------------------- | ---------- | ------------------------------- | --------------------------------- | ---------- |
| 5 km Freiwasser  | Thomas Lurz          | SV Würzburg 05       | 0:55:04    | Britta Kamrau-Corestein         | SC Empor Rostock                  | 1:00:43    |
| 10 km Freiwasser | Thomas Lurz          | SV Würzburg 05       | 1:58:24,11 | Angela Maurer / Stefanie Biller | LSC Wiesbaden / Wacker Burghausen | 2:10:35,87 |
| 25 km Freiwasser | Alexander Studzinski | SV Delphin Wiesbaden | 5:18:44,11 | Angela Maurer                   | LSC Wiesbaden                     | 5:35:29,63 |